# Katedra Matki Bożej Różańcowej w Buffalo
Katedra Matki Bożej Różańcowej w Buffalo - katedra diecezji Buffalo-Pittsburgh Polskiego Narodowego Kościoła Katolickiego (PNKK) w Stanach Zjednoczonych Ameryki Północnej i Kanady.
Za Geneze powstania parafii (katedry) Matki Bożej Różańcowej, można uznać spór polskich parafian z ks. Janem Pitassem mający miejsce pod koniec XIX wieku w parafii w Lancaster. W wyniku starań miejscowej polonii doszło w 1866 r. do pobudowania nowego kościoła i erygowania drugiej parafii polskiej pw. św. Wojciecha, postanowiono jednak erygować kolejną, niezależną już od Biskupów amerykańskich, polską parafie. W 1896 r. parafie objął ks. Stefan Kamiński, który niedługo potem przyjął sakrę biskupią. Ośrodek kościelny w Buffalo, przybrał nazwę Kościół Polskokatolicki w Ameryce Północnej bądź też Kościół Niezależny w Ameryce Północnej. Po śmierci bp Stefana Kamińskiego w 1911 r., jego parafie przyłączyły się do uformowanego już wówczas ośrodka w Scranton. Biskup Franciszekm Hodur na proboszcza tej nowej swojej placówki wyznaczył ks. Walentego Gawrychowskiego. We wrześniu 1945 r. odbył się w Buffalo IX Synod PNKK.
Na początku lat 90. rozpoczęła się emigracja Polaków do podmiejskich dzielnic Buffalo, w 1992 r. postanowiono o przeniesieniu parafii na przedmieścia miasta. Ostatnia msza św. odbyła się w końcu 1993 roku. Tymczasowe miejsce liturgiczne zostało znalezione w starym Kościele Zwiastowania na Clinton Street w Elmie. W Lancaster, zaś rozpoczęto budowę nowej katedry, otwartej w 1995. Część wyposażenia starej katedry zostało przeniesione do nowego kompleksu, wliczając w to piękne szklane witraże świętych, wspaniałe organy, oryginalny kamień węgielny i dzwonki katedralne, które były ostatnio zostały zainstalowane we wspaniałej wieży dzwonniczej.
Msze św. odbywają się w świątyni codziennie o 8:00, w niedziele dodatkowo o 11:00. Sam zaś kościół położony jest przy ul. Broadway 6298 w Lancaster.